# Schéma (informatique)
Pour les articles homonymes, voir Schéma.
Dans le domaine de l'informatique, le terme schéma est relatif à l'organisation de données, en particulier dans les annuaires et les bases de données en général.

## Schéma non graphique en informatique

### Schéma dans les logiciels d'annuaires
En informatique, le schéma d'un annuaire décrit les différents types de champ qu'il peut y avoir dans une entrée de l'annuaire. 
Exemple d'annuaire : 
- Active Directory de Microsoft (pour le concept de maître de schéma, voir Maître d'opérations#Maître d’opérations unique à l’intérieur d’une forêt de domaine.
- OpenLDAP, implémentation libre du protocole LDAP: fichiers *.schema  du répertoire etc/openldap/schema.

### Schéma XML
Voir XML Schema : langage définissant la structure d'un document XML.

### Schéma d'URI
Un schéma d'URI est le premier niveau de nommage des URI.
Voir RDF Schema (par exemple file URI scheme).

## Schéma graphique en informatique

### Conception logicielle
Voir UML

### Base de données
Voir Merise
Voir schéma conceptuel

### Automatisme
- Voir grafcet, SFC (Sequential Function Class)